# 青蘋果書店
青蘋果書店（英語：Green Apple Books & Music）是一家位於美國舊金山的獨立書店。1967年理查·薩伏依在克萊門街與第六街轉角的老房子創立了這家店。
青蘋果書店時常被舊金山灣區守衛者和舊金山週刊SF Weekly的讀者選為最喜愛的二手書店和獨立書店。

## 外部連結
- 青蘋果書店網站 （页面存档备份，存于）